# Begonia balansae
Espèce
Synonymes
- Begonia balansae var. glabrior C.DC.[1]

Begonia balansae est une espèce de plantes de la famille des Begoniaceae.
L'espèce fait partie de la section Ephemera.
Elle a été décrite en 1903 par Casimir Pyrame de Candolle (1836-1918).
En 2018, l'espèce a été assignée à une nouvelle section Ephemera, au cycle annuel, au lieu de la section Begonia.

## Répartition géographique
Cette espèce est originaire des pays suivants : Argentine ; Bolivie ; Paraguay.

## Liste des variétés
Selon Tropicos (5 février 2017) (Attention liste brute contenant possiblement des synonymes) :
- variété Begonia balansae var. balansae
- variété Begonia balansae var. glabrior C. DC.